# Freddie Jenkins
Freddy Jenkins, ook wel Freddie Jenkins (bijnaam "Posey") (New York, 10 oktober 1906 - 1978) was een Amerikaanse jazz-trompettist, componist en diskjockey. Hij is het bekendst van zijn perioden in het orkest van Duke Ellington.
Jenkins speelde in de Jenkins Orphanage band en bij Horace Henderson en in 1928 werd hij lid van de band van Ellington, waar hij tot 1934 actief was. Bij meerdere opnames van de band was hij de solist, zoals op "Cotton Club Stomp", "High Life", "Old Man Blue" (1930, uit de film "Check and Double Check" en "Swing Low" (1932). Hij verliet de band vanwege problemen met zijn longen. Na zijn herstel had hij een eigen band, waarmee hij in 1935 voor Bluebird Records zes nummers opnam, onder meer met Albert Nicholas. In 1936 sloot hij zich voor korte tijd aan bij Luis Russells band en in 1937-1938 was hij weer werkzaam bij Ellington. Om gezondheidsredenen moest hij zijn carrière als trompettist opgeven, waarna hij onder meer werkte als componist en diskjockey. Jenkins componeerde "Stop A-Hoppin' On Me" (met succes opgenomen door Big Mama Thornton) en, met Ellington, "Swing Low".